# August Sigl
August Sigl (* 21. April 1868 in Wien; † 14. Mai 1936 ebenda) war Bezirksvorsteher des 10. Wiener Gemeindebezirks Favoriten.
August Sigl war von Beruf Privatbeamter und wohnte in der Laxenburger Straße 10. Er gehörte von 1909 bis 1915 dem niederösterreichischen Landtag an. 1911 versuchte er, in den Reichsrat gewählt zu werden, was ihm nicht gelang. Nach dem Krieg gehörte er von 1918 bis 1921 erneut dem Landtag an. Sigl wurde 1919 zum ersten sozialdemokratischen Bezirksvorsteher Favoritens gewählt. Im Zuge der Bürgerkriegsereignisse im Februar 1934 wurde er nach 15-jähriger Amtszeit als Bezirksvorsteher abgesetzt. In dieser Zeit entstanden zahlreiche für den Bezirk wichtige Bauten, vor allem 43 Gemeindebauten mit insgesamt 9500 neuen Wohnungen und das Amalienbad.
1989 wurde die August-Sigl-Straße in Wien-Favoriten nach ihm benannt.